# 宋淑艾
宋淑艾（1944年9月—），女，汉族，吉林磐石人，中华人民共和国政治人物，曾任承德市人民政府市长，河北省轻工业厅厅长，第八届全国人大代表。